# セリミエ・モスク (ニコシア)
セリミエ・モスク（トルコ語: Selimiye Camii、セリミエ・ジャーミイ）とは、北キプロス・トルコ共和国の首都レフコシャ（ニコシア）にある、同市を代表するモスクである。かつては聖ソフィア大聖堂（ギリシア語: Καθεδρικός Αγίας Σοφίας、フランス語: Cathédrale Sainte Sophie）と呼ばれていた。

## 歴史
セリミエ・モスクは、初期ビザンティン時代の教会跡に建てられた、キプロス島に残存する最大のゴシック様式の大聖堂を転用したもので、堂内の大きさは66m×21mである。かつて聖ソフィア大聖堂と呼ばれたこの建物は12世紀初頭に建てられ始めたが、資金上の問題や政治問題などに翻弄されて、一応の完成を見るまで150年ほど掛かった。しかしながら、建物の南西に建つはずであった尖塔や、ポルチコの2階部分は結局造られないまま現在に至っている。
建物はフランス統治時代の1209年に建てられ始めたようで、東の部分が1228年に完成した。その後13世紀末までに両側の側廊と身廊の大部分が完成した。1319年から1326年に掛けては、カトリック大主教（Latin archbishop of Nicosia）の指導により身廊、屋根の飛梁、正面ファサード、チャペルが完成した。1326年11月には教会の落成式が行われた。
1347年には、ローマ教皇クレメンス4世は教皇勅書を発して残りの工事の完成と、地震により受けた被害の修復を命じた。この時期に北西角の尖塔とポルチコが完成した。
1570年にオスマン帝国がニコシアの施政権を取ると、大聖堂はモスクに転換され、建物西側に2本のミナレットが追加された。この時に、教会内の彫像やフレスコ画、ステンドグラスは（キリスト教のものであったため）すべて撤去された。フランス統治時代のリュジニャン王家の墓も同時期に撤去されている。
1954年に、オスマン帝国第11代皇帝セリム2世にちなんで、セリミエ・ジャーミイと命名された。